# Burhan Sönmez

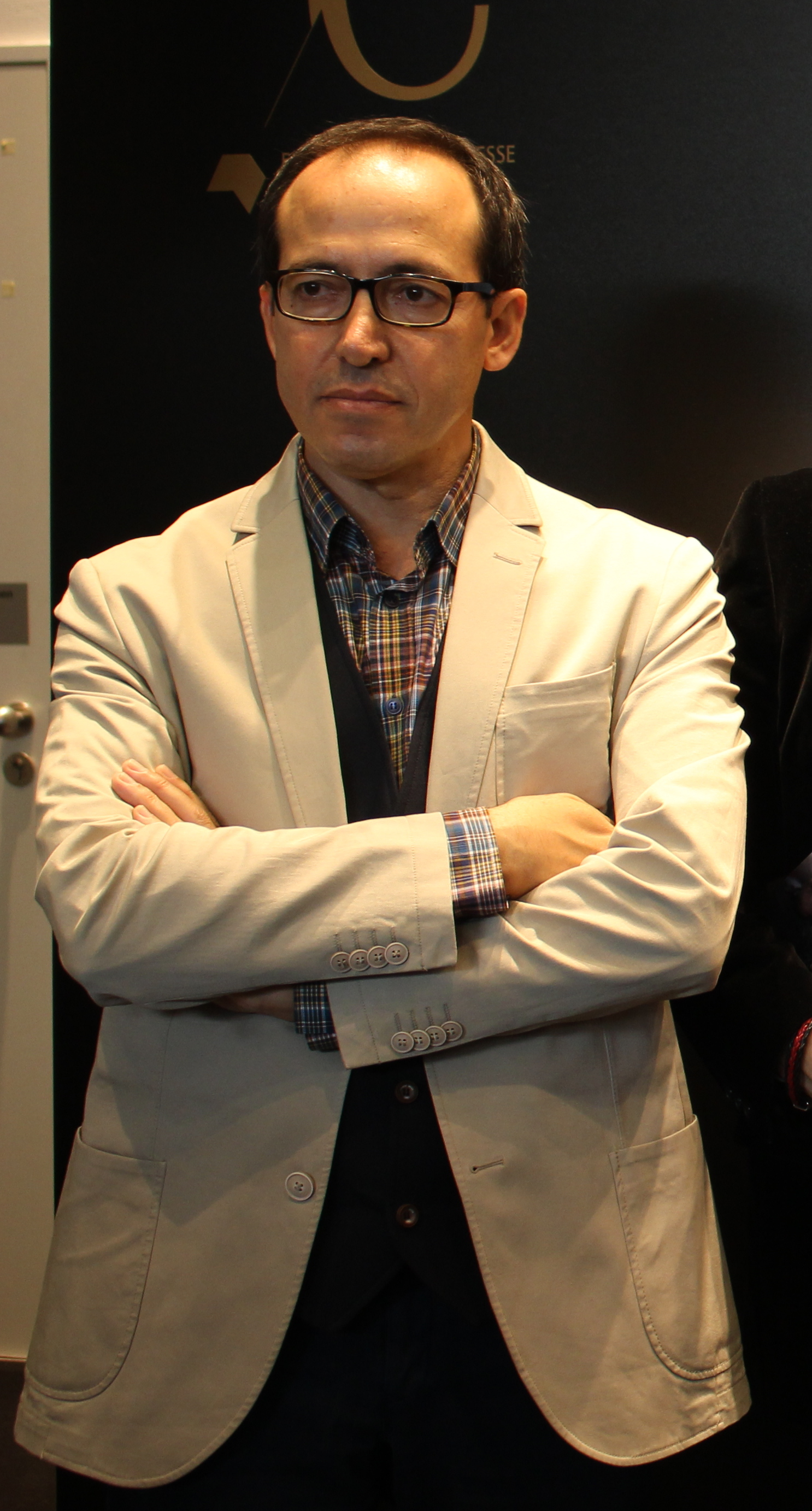
Burhan Sönmez – Frankfurter Buchmesse 2017

Burhan Sönmez (geboren 1965 in Haymana, Türkei) ist ein kurdisch-türkischer Schriftsteller und seit September 2021 Präsident von PEN International.

## Leben
Sönmez wuchs im 70 Kilometer südlich der türkischen Hauptstadt Ankara gelegenen Haymana auf. Seine für das Geschichtenerzählen begabte Mutter weckte in ihm das Interesse für Bildung und Literatur. Er absolvierte ein Studium der Rechtswissenschaften und schloss es als Bachelor ab. In Istanbul arbeitete er daraufhin einige Jahre als Rechtsanwalt.
Im Jahr 1996 wurde er Opfer von Gewalttätigkeit seitens der türkischen Polizei. Mit Hilfe der britischen Nichtregierungsorganisation Freedom from Torture konnte er in London medizinisch behandelt und gesundgepflegt werden.
Er ist Mitgründer der sozial-kulturell engagierten Organisation TAKSAV, Mitglied der Internationalen Gesellschaft für Menschenrechte und des türkischen PEN Türkiye Merkezi ebenso wie des britischen P.E.N.- Autorenverbands.
Sönmez unterrichtete Literatur und Kreatives Schreiben an der Orta Doğu Teknik Üniversitesi (ODTÜ) in Ankara. Außerdem schrieb er journalistisch für unabhängige linke Zeitungen wie BirGün und L’Unità sowie für Zeitschriften wie Birikim und Notos über Literatur, Kultur und Politik. Er war Jury-Mitglied des Cevdet-Kudret-Literaturpreises im Jahr 2014.
2009 erschien sein erster Roman, Kuzey (engl.: North). Es ist die Geschichte eines jungen Mannes, dessen Vater verschwand, als er erst zwei Jahre alt war. Zwanzig Jahre später taucht jener als Leichnam wieder auf. Er macht sich auf nach Norden, um das Geheimnis seines verlorenen Vaters, den er nie wirklich kannte, zu ergründen. Zwei Jahre darauf folgte der zweite Roman Masumlar  (engl.: Sins and Innocents). Er erzählt die halbautobiografische Geschichte eines Mannes und einer Frau, deren Lebenswege von Anatolien nach Teheran und Cambridge führen. In der Türkei erhielt das Buch den renommierten Sedat-Simavi-Preis in der Kategorie Literatur. Es kam in Übersetzungen in englischer Sprache (Sins & Innocents, Verlag Garnet Publishing), Italienisch (Gli Innocenti, Verlag Del Vecchio) und Serbisch (Nevini, Verlag Evro Giunti) heraus.
Der dritte Roman Istanbul Istanbul handelt von vier Gefangenen in den Kellergefängnissen Istanbuls. Sie erzählen sich gegenseitig Geschichten, um ihre elende Lage zu überleben. Die Metropole am Bosporus selbst ist, wie der Buchtitel bereits nahelegt, der Dreh- und Angelpunkt dieser durch die Rahmenhandlung verflochtenen Erzählungen. Dieses dritte Buch wurde in einige Länder lizenziert, darunter bei OR Books in New York City.
Der Autor lebt in Istanbul und Cambridge.

## Werke
- Kuzey, Roman (2009),
- Masumlar, Roman (2011)
- Istanbul Istanbul, Roman (2015)
  - dt.: Istanbul Istanbul, aus dem Türkischen von Sabine Adatepe. btb, München 2017, ISBN 978-3-442-75700-8
- Labirent, Roman (2018)
- Tas ve Gölge, Roman (2021)

## Auszeichnungen
- 2011: Sedat-Simavi-Preis in der Sparte Literatur für Masumlar (engl.: Sins and Innocents)
- 2017: Vaclav Havel Library Foundation’s “Disturbing the Peace” Award[7]
- 2018: EBRD Literature Prize, zusammen mit dem Übersetzer Ümit Hussein, für Istanbul Istanbul[8]